# Listă de cosmologi
Cosmologia reprezintă studiul istoriei universului, mai ales al originilor și al destinului său.
Aceasta este o listă de cosmologi în ordine alfabetică:

## A
- Tom Abel (Germania, 1970 –), a studiat formarea stelelor la scurt timp după Big Bang.[1][2]
- Roberto Abraham (Canada, 1965 –), a studiat formele galaxiilor timpurii.[3]
- Andreas Albrecht (Statele Unite, 1957 –), este unul dintre fondatorii cosmologiei inflaționiste;[4] a studiat formarea universului timpuriu, a structurii cosmice și a energiei întunecate.[5]
- Hannes Alfvén (Suedia, 1908 – 1995)
- Ralph A. Alpher (Statele Unite, 1921 – 2007)
- Ivan Aničin (Serbia, 1944 –)
- Aristarh din Samos (310–230 î.Hr.)
- Aristotel (circa 384–322 î.Hr.)
- Aryabhata (în sanscrită: आर्यभट) (476–550)

## B

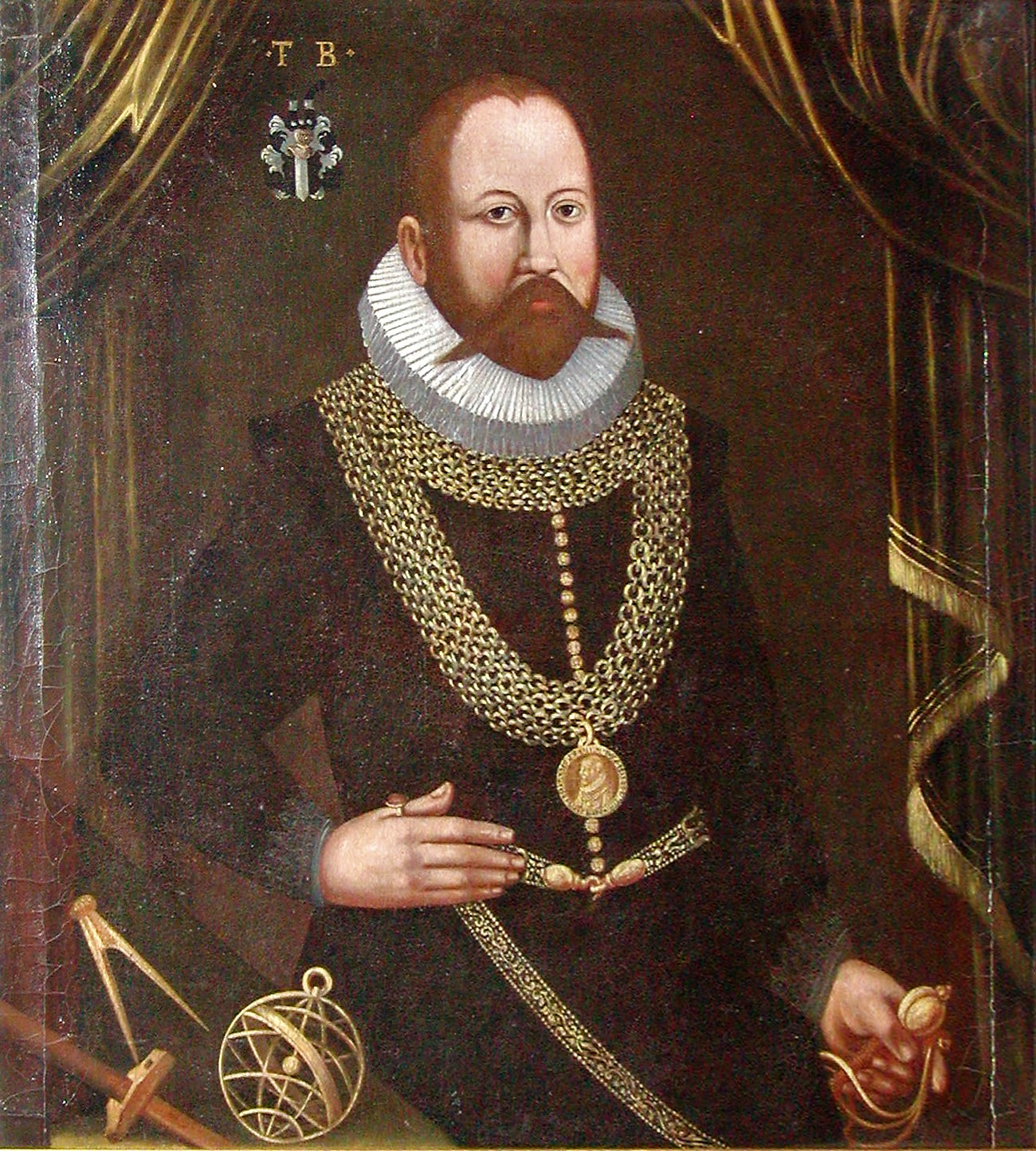
Tycho Brahe

- Walter Baade (Germania, Statele Unite, 1893 - 1960), populație de stele
- John C. Baez (Statele Unite, 1961 –)
- Neta A. Bahcall (Israel, Statele Unite, 1942 –)
- James M. Bardeen (Statele Unite, 1939 –)
- John D. Barrow (Anglia, 1952 –)
- Jacob D. Bekenstein (Israel, 1947 –)
- Charles L. Bennett (Statele Unite, 1956 –)
- Orfeu Bertolami (Brazilia, 1959 –)
- Somnat Bharadvadž (India, 1964 –)
- James Binney, (Anglia, 1950 – )
- Grichka Bogdanov (Franța, 1949 –)
- brata Bogdanov (Franța)
- Martin Bojowald (Germania, 1973 –)
- J. Richard Bond (Canada, 1950 –)
- Hermann Bondi (Austria, Anglia, 1919 – 2005)
- Tycho Brahe (Danemarca, 1546–1601)
- Carl H. Brans (Statele Unite, 1935 –)
- Giordano Bruno (Italia, 1548 – 1600)
- Geoffrey R. Burbidge (Anglia, 1925 – 2010)
- Aleksandr Burinski (Rusia, 1939 –)
- William L. Burke (Statele Unite, 1941 – 1996)

## C
- Bernard Carr (Anglia)
- Sean M. Carroll (Statele Unite, 1966 –)
- Brandon Carter (Australia, Anglia, 1942 –)
- Peter Coles (Anglia, 1963 –)
- Asantha R. Cooray (Srilanka, 1973 –)
- Andrej Čadež (Slovenia, 1942 –)

## D
- Paul Davies (Anglia, 1946 –)
- Marc Davis, (Statele Unite, 1947 –)
- Avishai Dekel (Israel, 1951 –)
- David Deutsch (Anglia, 1953 –)
- Robert H. Dicke (Statele Unite, 1916 – 1997)
- Michael J. Disney (Anglia, 1937 –)

## E
- Arthur S. Eddington (Anglia, 1882 – 1944)
- George P. Efstathiou (Anglia, 1955 –)
- Jaan Einasto (Estonia, 1929 –)
- Albert Einstein (Elveția, Statele Unite, 1879 – 1955) 1921
- George Ellis (Anglia, Africa de Sud, 1939 –)
- Frederick J. Ernst (Statele Unite, 1933 –)

## F
- Paul Frampton (Anglia, 1943 –)

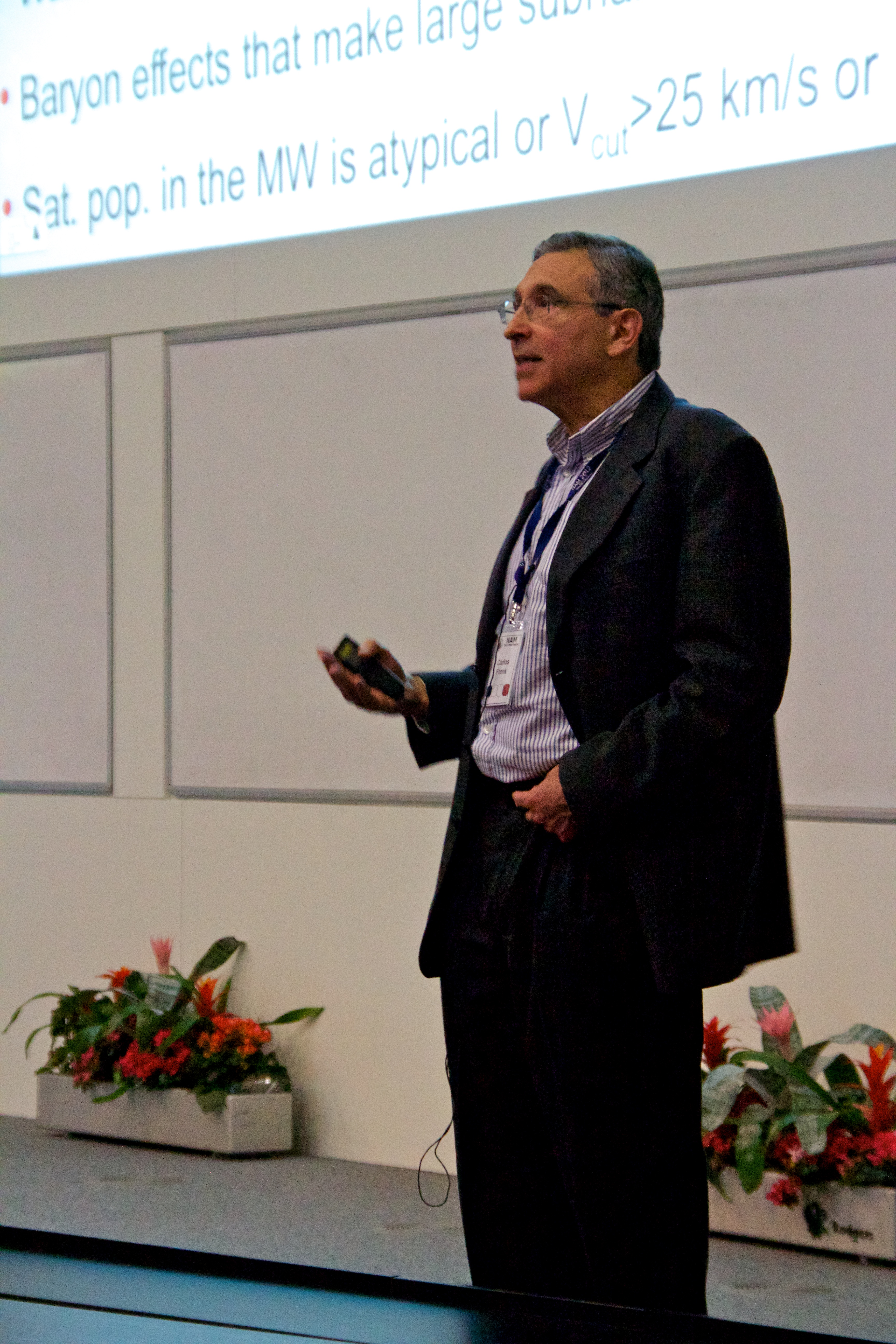
Carlos Frenk, 2012

- Carlos Frenk (Mexic, Anglia, 1951 –)[6][7]
- Alexander Friedmann (Rusia, 1888 – 1925)

## G
- George Gamow (Rusia, Statele Unite, 1904 – 1968)
- Margaret J. Geller (Statele Unite, 1947 –)
- Erast Borisovič Gliner (Rusia, Statele Unite, 1923 –)
- Thomas Gold⁠(en)[traduceți] (Austria, Anglia, Statele Unite, 1920 – 2004)
- Gerson Goldhaber (1924–2010)
- John Richard Gott III. (Statele Unite, 1947 –)
- Brian Greene (Statele Unite, 1963 –)
- Alan Guth (Statele Unite, 1947 –)

## H
- Dragan Hajduković (Muntenegru, Elveția, 1949 - )
- Edward R. Harrison (Anglia, 1919 – 2007)
- James B. Hartle (Statele Unite, 1939 –)
- Stephen Hawking (Anglia, 1942 – 2018)
- Charles W. Hellaby (Africa de Sud)
- Michał Heller (Polonia, 1936 -)
- Lars Hernquist (Statele Unite, 1954 –)
- Stefan Hollands (Germania, 1971 –)
- Fred Hoyle (Regatul Unit, 1915 – 2001)
- Edwin Hubble (Statele Unite, 1889 – 1953)
- John Huchra (Statele Unite, 1948 –)

## I
- Jamal Nazrul Islam (Bangladesh, 1939–2013)
- Mustapha Ishak Boushaki (1967-)

## K
- Justin Khoury (Statele Unite)
- Thomas Kibble (Anglia, 1932 –)
- William M. Kinnersley (Statele Unite)
- Robert Kirshner (Statele Unite, 1949 –)
- Lev Kofman (Rusia, Canada, 1957 – 2009)
- Edward Kolb (Statele Unite, 1951 –)
- Lawrence Krauss (Statele Unite, 1954 –)

## L
- Georges Lemaître (Belgia, 1894 – 1966)
- Andrew R. Liddle (Anglia, 1965 –)
- Evgheni Lifșiț (Rusia, 1915 – 1985)
- Andrew R. Liddle (Rusia, Statele Unite, 1948 –)
- Jean-Pierre Luminet (Franța, 1951 –)
- Peter Lynds (Noua Zeelandă, 1975 –)
- Raymond A. Lyttleton (Anglia, 1911 – 1995)

## M
- João Magueijo (Portugalia, Anglia, 1967 –)
- John Cromwell Mather (Statele Unite, 1946 –)  2006
- Edward Arthur Milne (Anglia, 1896 – 1950)
- Charles William Misner (Statele Unite, 1932 –)
- John W. Moffat (Canada, 1938 –)

## N
- Jayant Narlikar (India, 1938 –)
- Ezra T. Newman (Statele Unite, 1929 –)
- Isaac Newton (1642–1727)
- Igor Novikov (Rusia, 1935 –)

## P
- Thanu Padmanabhan (India, 1957 –)
- Leonard Parker (Statele Unite, 1938 –)
- John A. Peacock (Anglia, 1956 –)
- Jim Peebles (Canada, Statele Unite, 1935 –)
- Roger Penrose (Anglia, 1931 –)
- Arno Allan Penzias (Statele Unite, 1933 –)   1978
- Saul Perlmutter (Statele Unite, 1959 –)   2011
- Joel Primack (Statele Unite, 1945 –)

## Q
- Ali Qushji (1403–1474)

## R
- Amal Kumar Raychaudhuri (India, 1923 – 2005)
- Lisa Randall (Statele Unite, 1962 –)
- Martin Rees (Anglia, 1942 –)
- Yoel Rephaeli (Israel, Statele Unite)

## S
- Rainer K. Sachs (Germania, Statele Unite, 1932 –)
- Carl Sagan (1934–1996)
- Andrei Saharov (Rusia, 1921 – 1989)  1975
- Allan Sandage (Statele Unite, 1926 – 2010)
- Seleucus din Seleucia
- Jack Sarfatti (Statele Unite, 1939 –)
- Robert J. Scherrer (Statele Unite)
- David N. Schramm (Statele Unite, 1945 – 1997)
- Dennis W. Sciama (Anglia, Statele Unite, 1926 – 1999)
- Uroš Seljak (Slovenia, 1966 –)
- Burra Gautam Sidharth (India)
- Joseph Silk (Anglia, 1942 –)
- Willem de Sitter (Olanda, 1872 – 1934)
- Rašid Alijevič Sjunjajev (Rusia, 1943 –)
- Anže Slosar (Slovenia, Statele Unite, 1977 –)
- Lee Smolin (Statele Unite, 1955 –)
- George Fitzgerald Smoot III. (Statele Unite, 1945 –) 2006
- Alexei Starobinskii (Rusia, 1948 –)
- Paul Joseph Steinhardt (Statele Unite, 1951 –)
- Leonard Susskind (Statele Unite, 1940 –)

## T
- Gustav A. Tammann (Germania, 1932 –)
- Max Tegmark (Suedia, Statele Unite, 1967 –)
- Kip S. Thorne (Statele Unite, 1940 –)  2017
- Frank J. Tipler (Statele Unite, 1947 –)
- Richard C. Tolman (Statele Unite, 1881 – 1948)
- Andrzej M. Trautman (Polonia, 1933 –)[8]
- Mark Trodden (Anglia, 1968 –)
- Michael S. Turner (Statele Unite, 1949 –)
- Neil G. Turok (Statele Unite, 1958 –)
- Neil deGrasse Tyson (Statele Unite, 1958 –)

## U
- W. G. Unruh (Canada, 1945 –)[9][10]

## V
- Alexandr Vilenkin (Rusia, Statele Unite, 1949 –)

## W

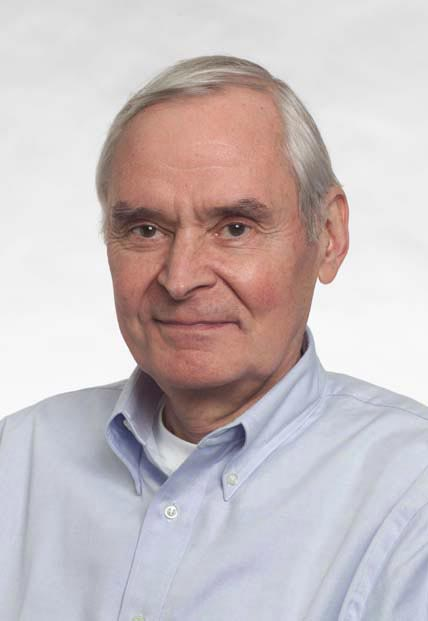
David T. Wilkinson

- Robert Wald (Statele Unite, 1947 –)
- David Wands (Anglia, 1966 –)
- Jeffrey R. Weeks (Statele Unite, 1956 –)
- John A. Wheeler (Statele Unite, 1911 – 2008)
- David T. Wilkinson (Statele Unite, 1935 – 2002)[11]
- Edward L. Wright (Statele Unite, 1947 –)[12]

## Z
- Iakov Zeldovici (Rusia, 1914 – 1987)
- Felix Ziegel (Rusia, 1920 – 1988) (și ufolog)[13][14]